# جورج إيو
جورج إيو (بالفرنسية: Georges Eo)‏ (من مواليد 7 نوفمبر 1948 في لوريان ) هو مدير كرة قدم فرنسي ولاعب خط وسط سابق.